# Una lunga sera
Una lunga sera è un singolo del cantautore italiano Gigi D'Alessio, pubblicato il 12 dicembre 2014.
Il brano è tratto dall'album live Ora dal vivo, uscito il 14 ottobre 2014.